# Phytomyza hirta
Phytomyza hirta är en tvåvingeart som beskrevs av Ryden 1957. Phytomyza hirta ingår i släktet Phytomyza och familjen minerarflugor.
Artens utbredningsområde är Norge. Inga underarter finns listade i Catalogue of Life.